# Wangwosaurus
Wangwosaurus es un género extinto de sinápsidos no mamíferos que vivieron en lo que ahora es China en el Pérmico Superior. Sus restos fósiles, unos dientes, se encontraron en la provincia de Henan, China.